# Хинганск
Хинга́нск — посёлок городского типа в Облученском районе Еврейской автономной области России.
Население — 909 жителей (перепись 2020—2021 ).

## География
Стоит на реке Левый Хинган (бассейн реки Хинган).
Расстояние до административного центра города Облучье — 19 км (на юго-запад).

## История
Посёлок Хинганск начал строиться одновременно с комбинатом «Хинганолово», в состав которого входили рудник и обогатительная фабрика. Хинганское месторождение олова было открыто в 1944 году. До 29 ноября 1957 года посёлок носил название Микояновск.
Статус посёлка городского типа — с 1948 года.

## Население
| 1959  | 1970  | 1979  | 1989  | 1992  | 2002  | 2009  | 2010  | 2011  |
| ----- | ----- | ----- | ----- | ----- | ----- | ----- | ----- | ----- |
| 4364  | ↘3417 | ↘2852 | ↗3157 | ↘3100 | ↘2161 | ↘1890 | ↘1459 | ↘1435 |
| 2012  | 2013  | 2014  | 2015  | 2016  | 2017  | 2018  | 2019  | 2020  |
| ↘1361 | ↘1324 | ↘1304 | ↘1248 | ↘1224 | ↗1232 | ↘1219 | ↘1199 | ↘1197 |
| 2021  | 2023  |       |       |       |       |       |       |       |
| ↘909  | ↘837  |       |       |       |       |       |       |       |

## Экономика
ООО "Хинганолово"  (Ликвидация и банкротство в 2006 году)
ООО «Ресурсы Малого Хингана» (Организация в процессе банкротства)

## Образование и здравоохранение
- Средняя школа № 4
- Хинганский дом-интернат
- Хинганская амбулатория